# Сёкефальви-Надь, Бела
Бела Сёкефальви-Надь (венг. Szőkefalvi-Nagy Béla; 29 июля 1913, Коложвар, ныне Клуж-Напока — 21 декабря 1998, Сегед) — венгерский математик. 
Академик АН Венгрии с 1956 года (член-корреспондент с 1945 года); иностранный член РАН (1991; иностранный член АН СССР с 1971 года). Награждён двумя премиями им. Кошута (1950, 1953), Государственной премией Венгрии (1978), Большой золотой медалью имени М. В. Ломоносова АН СССР (1979) и Золотой медалью Венгерской академии наук (1987). Почётный гражданин города Сегеда (1991).

## Биография
Отец Белы, Дьюла Сёкефальви-Надь, также был известным математиком. Детство Бела провёл в Коложваре (ныне Клуж-Напока) в Трансильвании, переданной Румынии по Трианонскому мирному договору 1920 года; затем вместе с братом жил в Сегеде. Деятельность Сёкефальви-Надя связана с Сегедским университетом, который он окончил в 1936 году и в котором получил профессуру в 1948 году. В 1970 году в качестве президента возглавил Сегедский комитет Венгерской АН. Основные труды по теории приближения функций, рядам Фурье и функциональному анализу, в том числе по теории расширения операторов в гильбертовом пространстве. Изданная в 1942 году книга Сёкефальви-Надя по последней проблеме, написанная в соавторстве с румынским математиком Ч. Фояшем, имела значительный успех как в Венгрии, так и за рубежом. На русском языке вышла в переводе советского математика Юрия Шмульяна, автора ряда трудов в области теории операторов.